# Kancharagatti, Haveri
Kancharagatti là một làng thuộc tehsil Haveri, huyện Haveri, bang Karnataka, Ấn Độ.